# Chamaecytisus capitatus
Chamaecytisus capitatus là một loài thực vật có hoa trong họ Đậu. Loài này được (Scop.) Link miêu tả khoa học đầu tiên năm 1831.